# Found Out
Found Out è un cortometraggio muto del 1913. Il nome del regista non viene riportato nei credit.

## Trama
A casa dei Carney tutti sono in subbuglio perché il capofamiglia è stato accusato per rottura di promessa di matrimonio. L'indignata signora Carney intima al marito di restare chiuso nella sua stanza. Quando poi arriva una donna che chiede di vedere il marito, la signora Carney crede che la nuova venuta sia la supposta promessa del marito: apre la porta e gliela presenta. In realtà, la donna non è altri che la moglie di McCarthy, un ufficiale che se la sta, nel frattempo, spassando in cucina con la cameriera. La vicenda sta per tramutarsi in tragedia quando McCarthy viene scoperto dalla consorte. Alla fine, si viene a sapere che tutta la storia è nata da un equivoco e che il signor Carney che appariva nella denuncia è un omonimo del padrone di casa che si rivela totalmente innocente.

## Produzione
Il film fu prodotto dalla Essanay Film Manufacturing Company.

## Distribuzione
Distribuito dalla General Film Company, il film - un cortometraggio di una bobina - uscì nelle sale cinematografiche USA il 10 aprile 1913.